# Cloudsat
Cloudsat er en amerikansk satellit udviklet af NASA i samarbejde med JPL og det  Canadiske rumfartscenter. Den indgår i NASA's Earth system science pathfinder missioner og har været undervejs siden 1998. CloudSat er den første satellit der globalt vil overvåge skydannelse og egenskaber, som vil give et bedre billede af det globale vejr- og klimasystem. CloudSat vil kunne give forskere information om skyer, som ingen andre satellitter kan måle efter. Missionen vil forsætte i 22 måneder for at give et data fra et helt år, men CloudSat er i stand til at forsætte med sin mission i 3 år.

## Opsendelsen

### Forløb
I  modsætning til rumfartøjer, der skal rejse til andre planeter, kan jordbundne satellitter opsendes når de er klar, dog skal de opsendes på meget præcise tidspunkter for at komme i det rigtige kredsløb. 
Opsendelsesvinduet for Cloudsat og Calopso strækker sig fra den 21. april med et reserve vindue den 22. april og 23. april. 

Selve opsendelsen består af flere mindre dele, som tilsammen får fartøjet i kredsløb. 

- T = 0: Den primære motor og de fire hjælpemotorer affyres.
- T + 60 sekunder: Hjælpemotorerne brænder ud.
- T + 83 sekunder: Hjælpemotorerne kobles fra raketten.
- T + 4 minutter og 24 sekunder: Den primære motor afbrydes.
- T + 4 minutter og 40 sekunder: Den sekundære motor affyres og selve raketten kobles fra.
- T + 4 minutter og 44 sekunder: Spidsen af raketten kobles fra. Det er nu kun den anden fase der er tilbage.
- T + 11 minutter og 16 sekunder: Den sekundære motor afbrydes midlertidigt.
- T + 60 minutter: Den sekundære motor affyres igen i 12 sekunder inden den afbrydes igen.
- T + 62 minutter: Claopso frakobles.
- T + 97 minutter: Cloudsat frakobles.

### Vejrudsigt
|                                    | Formiddag             | Ved opsendelse        |
| ---------------------------------- | --------------------- | --------------------- |
| Vindhastighed (meter pr. sekund)   | 6-9,2                 | 2-4                   |
| Vindretning                        | nordvestlig           | nordvestlig           |
| Skydække                           | Tåget                 | Synlighed 1,6 km      |
| Temperatur (grader Celsius)        | 11-14                 | 11-14                 |
| Luftfugtighed                      | N/A                   | N/A                   |
| Solopgang/nedgang (lokal tid)      | N/A                   | N/A                   |
| Sandsynlighed for storm ved T = 0  | 10%                   | 10%                   |
| Maksimale vindstød ved 12 km højde | 20,5 meter pr. sekund | 20,5 meter pr. sekund |

N/A: Not available (Ikke tilgængelig)

Kilde: Vandenburg Vejr Eskadrille. 